# Savigny-en-Revermont
Savigny-en-Revermont – miejscowość i gmina we Francji, w regionie Burgundia-Franche-Comté, w departamencie Saona i Loara.
Według danych na rok 1990 gminę zamieszkiwało 957 osób, a gęstość zaludnienia wynosiła 35 osób/km² (wśród 2044 gmin Burgundii Savigny-en-Revermont plasuje się na 242. miejscu pod względem liczby ludności, natomiast pod względem powierzchni na miejscu 229.).